# Fanambana anomoeotina
Fanambana anomoeotina är en fjärilsart som beskrevs av Sergius G. Kiriakoff och Pierre E.L. Viette 1969. Fanambana anomoeotina ingår i släktet Fanambana och familjen tandspinnare. Inga underarter finns listade i Catalogue of Life.